# Державні премії УРСР
Державні премії УРСР — одна з форм щорічних республіканських нагород за видатні досягнення у визначеній сфері діяльності. В УРСР були встановлені державні премії:
- в галузі науки і техніки;
- для передовиків соціалістичного змагання за видатні досягнення в труді;
- імені Т. Шевченка в галузі літератури, журналістики, мистецтва та архітектури.

## Державна премія УРСР в галузі науки й техніки
Державна премія УРСР в галузі науки й техніки заснована Постановою ЦК КПУ та РМ УРСР від 23 квітня 1969 (із наступними змінами 1980, 1981, 1982). Щорічно присуджувалося 17 таких Д.п., з яких 2 (з 1972) — за створення підручників для вищих, середніх спеціальних та середніх навчальних закладів. Присудження Державних премій УРСР здійснював Комітет з Державних премій УРСР при Раді Міністрів УРСР. Постанова завжди публікувалася до 25 грудня — напередодні річниці проголошення радянської влади в Україні.

## Державна премія УРСР для передовиків соціалістичного змагання
Державна премія УРСР для передовиків соціалістичного змагання за видатні досягнення в праці встановлена Постановами ЦК КПУ і РМ УРСР від 26 березня 1974 року та 13 серпня 1974 року. Присуджувалися 2 (від 1977 — 4) такі премії. Постанови приймалися за підсумками соцзмагання попереднього року й публікувалися до 1 травня — Дня міжнародної солідарності трудящих. Рішення про присудження приймалося на спільному засіданні президій Комітету з Державних премій УРСР в галузі науки і техніки та Укрпрофспілки. Премія присуджувалася до 1991 року.
Особам, нагородженим Державною премією УРСР в галузі науки і техніки та для передовиків соцзмагання, присвоювалося звання «Лауреат Державної премії Української РСР», вручався диплом і почесний знак. Розмір премії — 2500 карбованців кожна.

## Державна премія УРСР імені Т.Шевченка
Республіканська премія імені Т.Шевченка заснована Постановою РМ УРСР від 20 травня 1961 року. Нагорода лауреатів Шевченківської премії відбулася вперше 9 березня 1962. Першими диплом та почесний знак лауреата отримали П. Тичина, О. Гончар в галузі літератури і П. Майборода в галузі музики. Постановою ЦК КПУ і РМ УРСР від 23 квітня 1969 року республіканська премія імені Т. Шевченка і республіканська премія з архітектури (присуджувалася з 6 лютого 1968 року) були об'єднані і отримали назву «Державна премія УРСР імені Т. Шевченка». Встановлено 8 премій, якими щорічно нагороджувалися видатні митці за високоідейні й високохудожні твори та роботи в галузі літератури, образотворчого мистецтва, архітектури, музики, театру, кінематографії. Присудження премії здійснював Комітет з Державних премій УРСР імені Т. Шевченка, який публікував свої постанови до 9 березня — дня народження Т.Шевченка. Особам, удостоєним цієї премії, присвоювалося звання «Лауреат Державної премії Української РСР імені Т.Шевченка», вручався диплом та почесний знак. Грошова винагорода лауреата — 2500 крб.
Рішення всіх комітетів про присудження Державних премій УРСР набирало чинності після затвердження ЦК КПУ і РМ УРСР.